# Lasse Öhman
Lars (Lasse) Bruno Öhman, född 16 augusti 1914 i Åls socken, Kopparbergs län, död där 18 december 2004, var en svensk yrkesmålare, målare och tecknare. 
Han var son till lagerföreståndaren Per Alfred Öhman och Johanna Andersdotter och från 1959 gift med Inga Lisa Solin. Öhman utbildade sig till yrkesmålare vid Stockholms stadsyrkesskolor 1930–1933 och studerade bildkonst vid Maj Brings målarskola 1935–1936 samt vid Blombergs målarskola i Stockholm. Han företog därefter ett antal studieresor till bland annat Frankrike och Italien. Han medverkade i Nationalmuseums utställning Unga tecknare och ett flertal gånger i Dalarnas konstförenings höstutställningar under 1950- och 1960-talen. Hans konst består av figurer, stilleben, landskapsskildringar utförda i gouache, blyerts eller svartkrita. 